# Empanadico
El empanadico (denominado pastillo en Barbastro y en gran parte del Pirineo oscense), también denominado empanadón, es una especie de empanada dulce elaborada tradicionalmente en la repostería de Huesca (Aragón). Suele poseer diversos rellenos, siendo el más popular el de calabaza y pasas (empanadico de calabaza) que se identifica con el municipio oscense de Loarre. En algunas ocasiones se elabora de patata (típicas del municipio de Aniés), con patata y piñones (a veces también con almendra), manzana ácida, queso. Es frecuente que se elabore en las casas y en las pastelerías de la provincia de Huesca durante las fechas de Navidad. En la actualidad puede ir acompañando cualquier plato de carne en forma de tapa. 
No solo es un postre dulce. También se hace con lomo de cerdo ; el de patata puede llevar tocino (panceta) o unos cortes de magra (tocino de jamón). Se hace también con setas en temporada. Hay un buen obrador que los hace en el pueblo de Sietamo.  
Por un recetario familiar que arranca en 1850, se sabe que en origen se empleaba aceite que podía ser usado y agua. Al aceite se le quitaba el sabor con limón o cebolla, y la masa se hacía con la mezcla de líquido caliente y no leuda.